# Pantelejmon (Kotokos)
Pantelejmon, imię świeckie Pandelis Christos Kotokos grec. Χρήστος Κοτόκος (ur. 9 lipca 1890 w Korczy, zm. 24 maja 1969 w Atenach) – albański biskup prawosławny pochodzenia greckiego, metropolita Gjirokastry w latach 1937–1941.

## Życiorys
W 1912 ukończył szkołę teologiczną na wyspie Chalki. W latach 1913–1920 pracował jako nauczyciel w szkole greckiej w Korczy. W latach 1931–1937 studiował prawo i nauki polityczne na uniwersytecie ateńskim, w 1936 obronił pracę doktorską. Z uwagi na brak w Albanii wykształconych duchownych prawosławnych, Kotokos w przyspieszonym tempie został wyświęcony na księdza, a wkrótce potem otrzymał sakrę biskupią z rąk metropolity chalcedońskiego Tomasza. 11 kwietnia 1937 otrzymał godność metropolity Gjirokastry, którą sprawował do roku 1941. W Albanii był uważany za rzecznika interesów greckich. Początkowo odprawiał liturgię w języku greckim w podległej mu diecezji, pod naciskiem zwierzchnika Kościoła abp Kristofora zaczął odprawiać nabożeństwa w dwóch językach. W grudniu 1938 pojawiły się oskarżenia pod adresem bp Kotokosa, że jest opłacany przez grecki konsulat w Gjirokastrze. Hierarcha bronił się przed oskarżeniami twierdzeniem, że za pośrednictwem konsulatu otrzymał spadek po krewnym, zmarłym w Grecji.
Po agresji niemieckiej na Grecję w 1941, wraz z wojskami greckimi Kotokos opuścił terytorium Albanii i zamieszkał w Atenach. Po zakończeniu wojny władze komunistyczne zakazały powrotu Kotokosa do Albanii, uznając go za winnego zdrady stanu. W 1946 pojawił się w składzie delegacji greckiej na Konferencji Pokojowej w Paryżu. Był jednym z twórców Komitetu Centralnego Północnego Epiru, dążącego do przejęcia przez Grecję terytorium południowej Albanii. Według Hamita Kaby, Kotoko prowadził agitację na rzecz zmiany granic Albanii także w Stanach Zjednoczonych. Zmarł w Atenach.
Był odznaczony Orderem Feniksa.